# Barsom

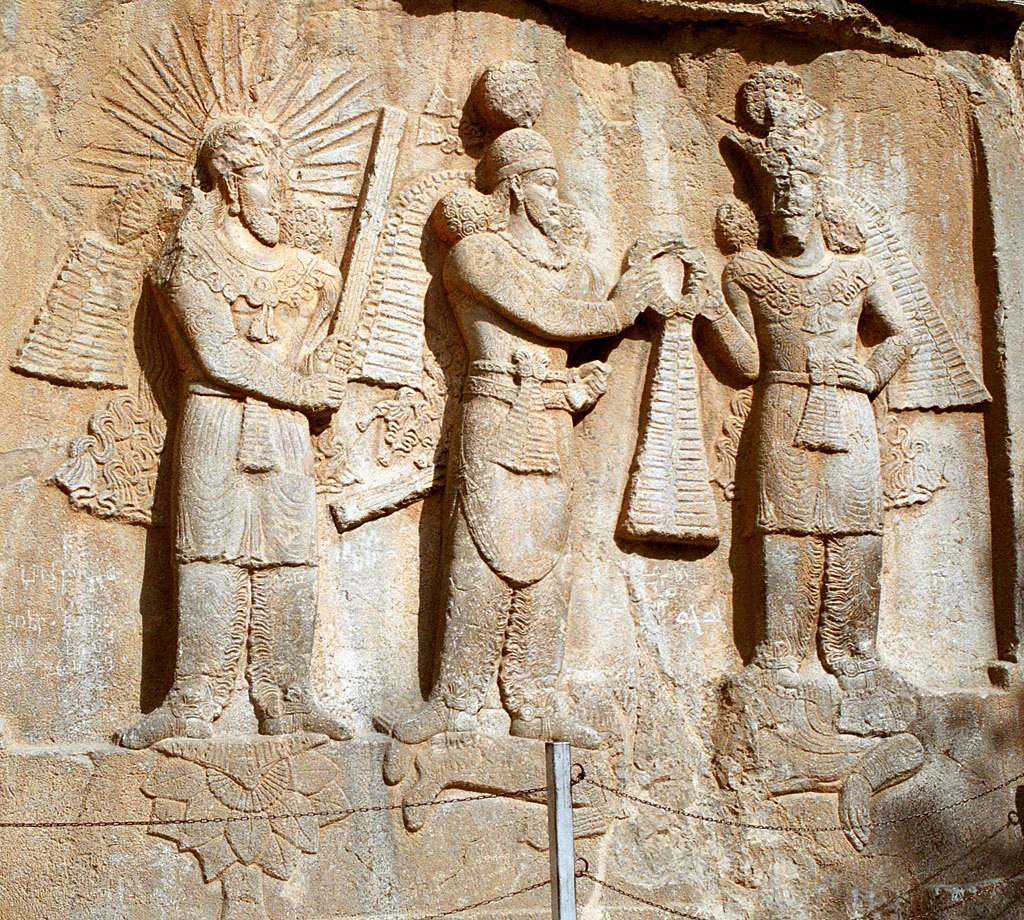
Relieve del de la investidura del rey sasánida Ardacher II. El dios Mitra se encuentra sobre una flor de loto a la izquierda sosteniendo un barsom.

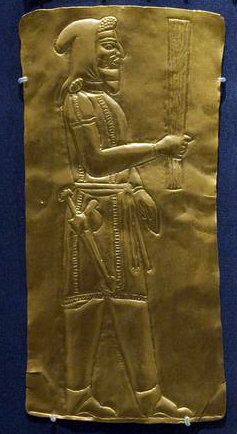
Representación del a. C. de un sacerdote portando un barsom del tesoro del Oxus. El barsom actual es mucho más corto y está hecho de alambre.

Un barsom es un utensilio de culto utilizado por los sacerdotes zoroastrianos para solemnizar ciertas ceremonias sagradas.
En la antigüedad era un manojo de ramas de granado o de tamarisco. Fue reemplazado por varillas de cobre o plata por los parsis, quienes no pudieron encontrar los árboles tradicionales en la India, a donde huían de la conquista árabe. El número de varas que componen el barsom depende del servicio religioso para el que se utiliza: veintitrés para el ritual del Yasna, treinta y cinco para el Vendidad, cinco para el Baj.
Simboliza el mundo vegetal; se coloca sobre dos soportes en forma de medialuna y sirve para agradecer a Ahura Mazda por la creación del mundo. En una ceremonia, se vierte agua bendita sobre el barsom, que representa la lluvia, celebrando así la fertilidad del mundo vegetal.

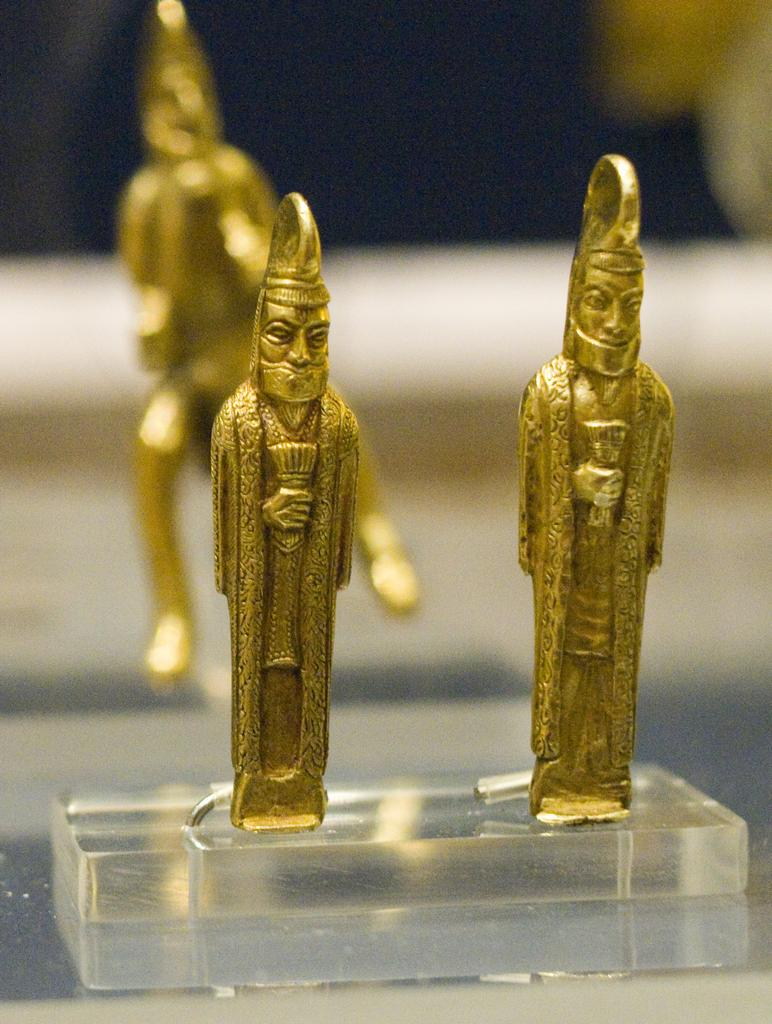
Representación de sacerdotes portando sendos barsomes (figuras del Tesoro del Oxus; periodo del Imperio aqueménida).

Se representa con frecuencia en relieves aqueménidas y sasánidas, como el de la investidura de Ardacher II en Taq-i Bostan. 
La palabra barsom deriva del avéstico baresman, que a su vez es un sustantivo de barez: «crecer alto».  La forma posterior – barsom – aparece por primera vez en los textos de la tradición zoroástrica de los siglos IX – XII y sigue en uso hasta nuestros días.

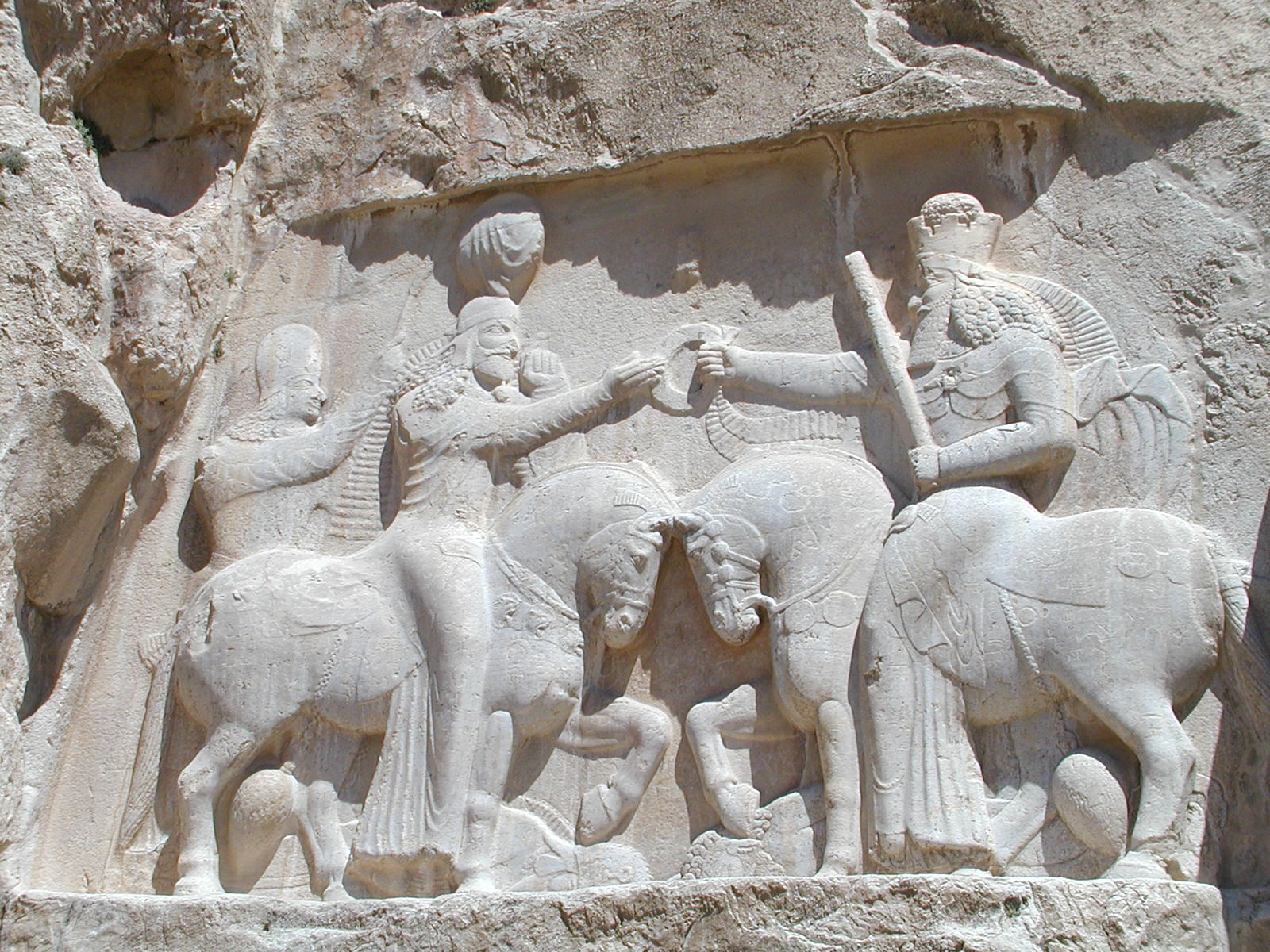
Escena de la investidura de Ardacher I, recibiendo la diadema del poder de Ahura Mazda (derecha), que sostiene un barsom en su mano izquierda (relieve de la época del Imperio sasánida).

El baresman no está relacionado con el baresnum, que es una ceremonia de purificación, y tampoco debe confundirse con la «maza», la varza (Avestan, en persa medio gurz), que es una varilla de metal, de aproximadamente un centímetro de espesor, a menudo coronada con una cabeza de toro.
Se ha sugerido que el baresman puede tener un origen zagrosiano.

## Características

### Material
En el uso actual, el barsom es un conjunto de alambres o varillas metálicas cortas, cada una de ellas de unos 20 cm de largo y está hecho de latón o plata.
El uso de alambres o varillas de metal es un desarrollo relativamente reciente: hasta al menos el siglo XVI, el barsom estaba hecho de ramitas o tallos, y existía un elaborado ritual en torno a su recolección. No existe ninguna indicación en las escrituras ni en la tradición más antigua acerca de qué planta debía utilizarse, y el texto ascético Yasna (25.3) elogia la planta sin ser específico.
Un indicio de qué planta se utilizaba proviene del siglo XVI, cuando los autores de las epístolas Rivayat reprenden a sus correligionarios indios por no utilizar ramitas de tamarisco (R. 329). Las ramitas del granado también aparecen en otras fuentes tardías. El historiador Estrabón (XV.3.14) habla de «un haz de delgadas varas de mirto».

### Dimensiones
Tanto las Escrituras como la tradición son precisas con respecto a las dimensiones de las ramitas necesarias. El texto Yasna (57.5) manda que cada ramita no debe exceder «la altura de la rodilla», y el texto Vendidad (19.19) (apoyado por el Nirangistan) requiere que cada vara tenga como máximo la longitud de una aesha y el grosor del ancho de una yava. Darmesteter traduce aesha como «reja de arado» y yava como cebada-maíz. Una ramita/vara tenía, como máximo, unos 7 mm de espesor. El Nirangstan añade además que el grosor no puede ser inferior al de un cabello humano.
El barsom que aparece en el arte aqueménida y sasánida «era de un tamaño impresionante, de unos 45 cm de largo, aparentemente formado por varillas rectas y rígidas».

### Número
La cantidad de ramitas o varillas depende del ritual que se esté realizando, y el texto Shayast-na Shayast (14.2) establece inequívocamente que se debe respetar esta cantidad. La recitación de la liturgia del texto Yasna se acompaña de un manojo de 21 ramitas, y otras dos se colocan al lado de otro instrumento ritual. El Vendidad requiere 33 ramitas en el paquete con otras dos colocadas como dice el Yasna. Para recitar el Visperad se necesitan 35 ramitas, y no sobra ninguna. La cantidad varía de manera similar para otros rituales, aunque todos ellos solo requieren entre 3 y 15 ramitas.

### Actualmente
En el uso actual las varillas casi siempre permanecen sueltas. La única excepción ocurre cerca del final de la ceremonia baj para los muertos, cuando se los ata con una tira de hoja de palmera datilera.

## Uso en rituales
En el ritual, el barsom se sostiene en la mano izquierda o se coloca sobre un par de soportes metálicos a unos 20 cm de altura, con un soporte en cada extremo del manojo. Estos soportes tienen un refuerzo en forma de media luna en la parte superior, lo que (también) evita que las varillas se caigan. La forma de media luna les da su nombre, mah-rui, que literalmente significa «cara de luna». El texto Dadestan-i Denig (48.17) establece que los soportes deben ser de metal.
Un barsom no tiene ningún propósito práctico inmediato. En el ritual zoroástrico representa la creación de la planta, acompañando a otros símbolos que representan otras facetas de la creación, y cada uno de los cuales también representa la presencia de una Amesha Spenta en el ritual. En el caso del barsom, se trata de Ameretat (inmortalidad). El soporte en forma de medialuna del soporte del barsom también se identifica con la vegetación: mah, la luna, es en las escrituras y la tradición zoroástricas la protectora cosmogónica de las plantas y fomenta su crecimiento. El objetivo de sostener el barsom y repetir oraciones es alabar al Creador por el apoyo que brinda la naturaleza y por el don de los productos de la tierra, que proveen los medios de vida al mundo humano y animal. El objetivo de seleccionar el barsom de las ramas de un árbol es tomarlo como representante de todo el reino vegetal, por el cual se ofrecen bendiciones y agradecimientos al Creador. Además, existe evidencia adicional que demuestra que la celebración del ritual del barsom tiene como propósito expresar gratitud al Creador por sus inagotables dones.
El barsom también lo sostiene un sacerdote durante la recitación abreviada del Yasna antes de las comidas. Un episodio del Shahnameh recuerda que cuando Yazdegerd III (el último emperador sasánida, pero, como sus antepasados, también sacerdote) estaba escondido, su petición de un barsom lo delató ante el enemigo.
En la tradición zoroástrica, el segundo capítulo de la liturgia del Yasna se llama Barsom Yasht. Como parte de la liturgia, sin embargo, no forma parte de la colección Yasht . En la categorización Avesta de Kellens, Yasna 2 – el Barsom Yasht – complementa los otros 7 de los primeros 8 capítulos de Yasna, siendo el propósito del conjunto de 8 capítulos una invitación de las divinidades a la ceremonia. Después de la invitación inicial de Yasna 1 a Ahura Mazda, los Amesha Spentas y los yazata restantes, se les presenta el baresman y la libación en Yasna 2.